# Ratatouille (película)
Ratatouille (pronunciación en francés: /ʁataˈtuj/) es una película estadounidense de animación por computadora producida por Pixar Animation Studios para Walt Disney Pictures y estrenada el 29 de junio de 2007. Es la octava película producida y dirigida por Brad Bird, quien se hizo cargo de la dirección tras la salida de Jan Pinkava, en 2005.
La película narra la historia de una rata que sueña con convertirse en chef, y para realizar su objetivo decide hacer una alianza con el hijo de uno de los cocineros más prestigiosos de Francia. Fue un éxito de taquilla y recibió críticas positivas, además de ganar el Premio Óscar a la mejor película de animación, entre otros premios.

## Argumento

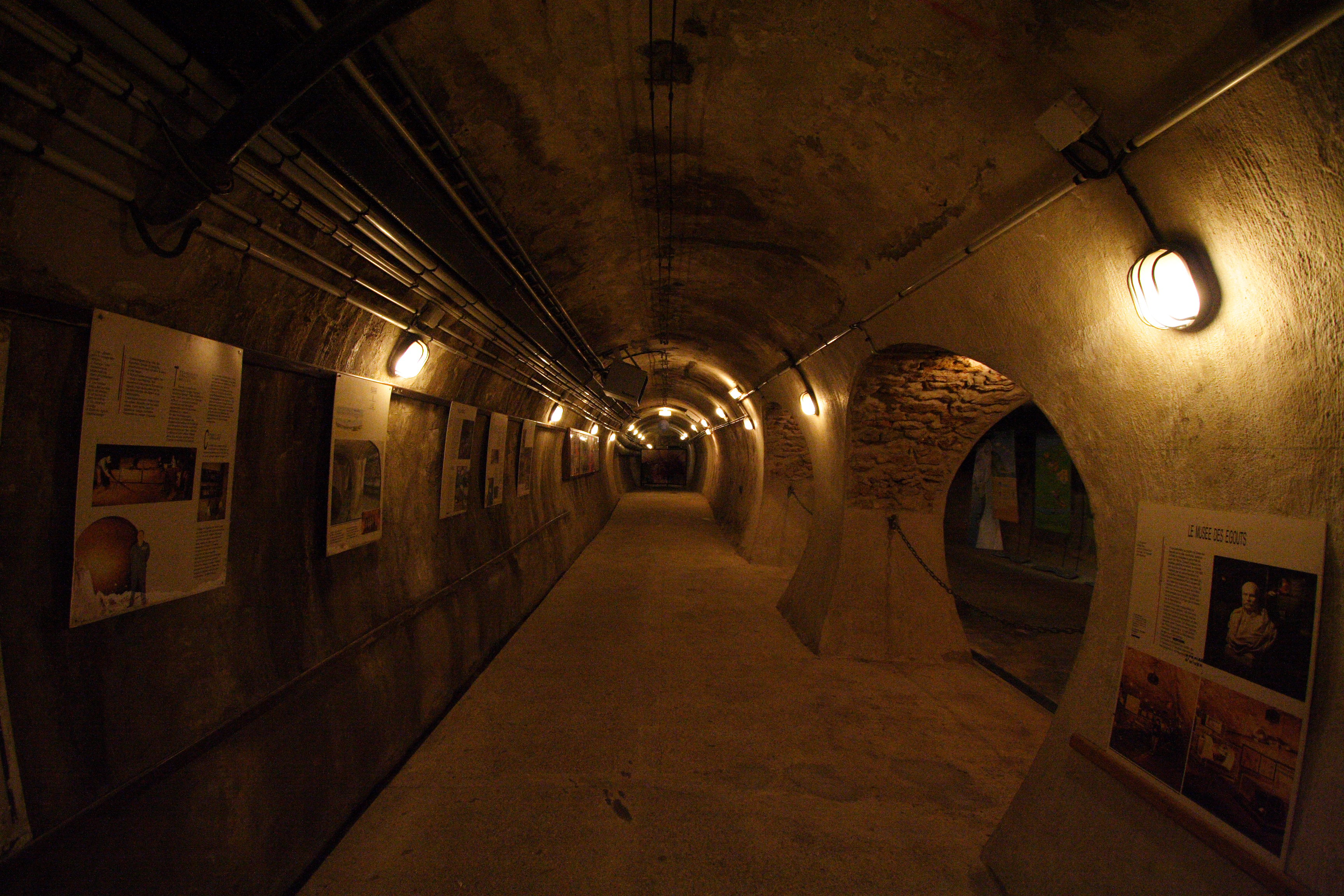
Las alcantarillas de París, escenario primario al inicio de la película.

Remy es una rata que vive en el ático de una casa francesa con su hermano Emile y una colonia liderada por su padre Django. Dotado con un agudo sentido del olfato y gusto, Remy aspira a convertirse en un chef gourmet, inspirado por el reconocido y recientemente fallecido chef Auguste Gusteau (el cual veía en la televisión de la casa en la cual estaba instalada la colonia), pero en lugar de eso, su habilidad es utilizada para detectar el veneno en la comida, lo cual no lo hace nada feliz. Un día, Remy y Emile son vistos por la anciana que habita en la casa y ella, en su intento por capturarlos, descubre la colonia de ratas, por lo que estas huyen a las alcantarillas; Remy se separa de ellas por recuperar un libro de cocina escrito por Gusteau, titulado "Cualquiera puede cocinar", por lo que se pierde, yéndose por la intersección equivocada de la alcantarilla (la izquierda, mientras que su colonia se fue por la de la derecha).
Una vez en París, y animado por el espíritu de Gusteau, Remy halla la forma de escalar hasta el techo transparente de la cocina del restaurante Gusteau's para mirar a los cocineros en acción. Allí, observa a Alfredo Lingüini, un joven quien ese mismo día había comenzado a trabajar como lavaplatos y chico de la basura para Skinner, el chef principal y socio del fallecido Gusteau. Durante la jornada, Lingüini derrama accidentalmente una sopa Vichyssoise y le agrega ingredientes al azar para arreglarla, pero solo la empeora. Remy se horroriza al ver esto y cae dentro de la cocina; allí intenta escapar pero se fija en la sopa y al intentar restaurarla es capturado por Lingüini y él a su vez es descubierto por Skinner –aunque no visualiza a Remy hasta después—, pero antes de que alguno de los miembros de la cocina se dé cuenta de la presencia de la rata, la sopa es servida y entregada; rápidamente se convierte en un éxito llegando a ser el plato más solicitado.
Colette, la única mujer en la cocina, convence a Skinner de no despedir a Lingüini, pues cree que él es quien elaboró la sopa, así que decide que se quede con la condición de que prepare la misma sopa bajo su observación. Lingüini se lleva a Remy a su casa en vez de matarlo, ya que fue quien en realidad hizo la sopa. Al día siguiente, tras un fallido primer intento de realizar la sopa por la falta de coordinación, Remy descubre que puede controlar los movimientos de Lingüini tirando de sus cabellos. Así encuentran la manera de romper la barrera del lenguaje, con Remy tirando del cabello de Lingüini bajo su sombrero de chef, controlando sus extremidades como una marioneta. La exitosa pareja logra superar los retos de Skinner, quien sospechando del talento de Lingüini, descubre que es verdaderamente el hijo de Gusteau por medio de una carta escrita por la madre de Lingüini poco antes de fallecer y que le corresponde heredar el restaurante, arruinando sus planes de usar el nombre de Gusteau en una línea de comida congelada. A la vez, Colette comienza a darle a Lingüini consejos para cocinar de manera óptima.
Debido al éxito de la sopa de Lingüini, y tras el pedido de nuevos platos por parte de los comensales, Skinner propone servir un antiguo plato de Gusteau, el cual había sido un desastre en su momento. Remy hace que Lingüini cambie la preparación y, contra todo pronóstico, el plato se vuelve un gran éxito. Skinner sospecha de un contacto con la rata e intenta que Lingüini lo revele durante una plática, sin resultado. Esa noche, Remy encuentra a su hermano Emile en la basura del restaurante y enseguida se reencuentra con la colonia. Tras una discusión, Django, el padre de Remy, advierte a Remy sobre el peligro de tener a humanos y ratas juntas mientras le muestra un local de veneno para ratas, pero este no le hace caso, afirmando que la situación puede cambiar si se decide. Lingüini y Colette comienzan una relación amorosa, dejando de lado a Remy, quien, de mala gana, daba de comer a Emile y a sus amigos con alimento que robaba de la despensa de la cocina. En una ocasión, Remy encuentra la carta, pero es descubierto por Skinner, por lo que huye mientras el chef lo persigue por la ciudad, acabando en el río Sena. Remy le lleva los documentos a Lingüini, él toma el control del restaurante y despide a Skinner.

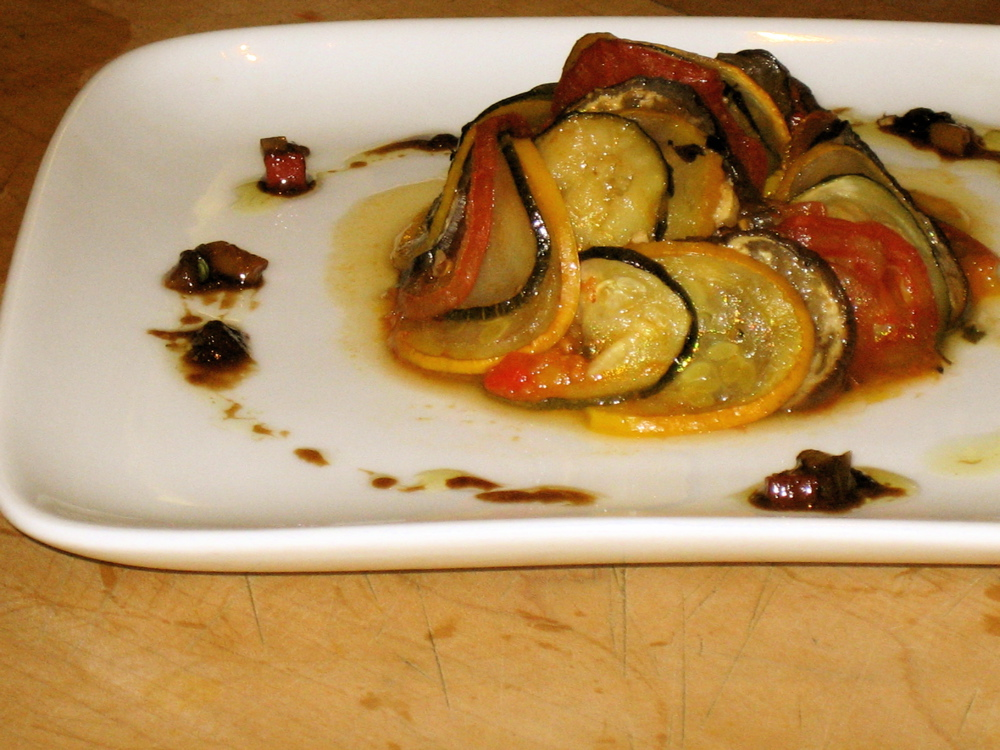
El «confit byaldi» que Remy prepara en la película. Una variación del ratatouille.

Anton Ego, un crítico culinario cuya última reseña le costó una de sus cinco estrellas al restaurante de Gusteau, se presenta ante Lingüini y anuncia que volverá al día siguiente. Bajo la presión de la llegada de Ego, Lingüini tiene un grave altercado con Remy y en venganza la rata organiza a la colonia para invadir las despensas de la cocina del restaurante. Lingüini descubre a las ratas en el acto y las expulsa a todas, incluyendo a Remy, diciéndole que ya nunca lo volverá a buscar otra vez. Remy, triste, es capturado al día siguiente por Skinner, quien el día anterior había escuchado durante la pelea que Remy era el verdadero chef. En la jaula, Remy tiene una última conversación con el fantasma de Gusteau, quien le dice que nunca había necesitado de un guía; en ese momento Django y Emile liberan a Remy, quien regresa a la cocina, donde un frenético Lingüini se disculpa y le pregunta si puede volver a ayudarlo. Lingüini les revela a todos los cocineros la historia de Remy y su talento, pero incrédulos y enfadados se van dejándolo solo; Colette, quien se había ido junto con los demás, regresa después de recordar la famosa frase de Gusteau: «Cualquiera puede cocinar».

Impresionado, Django organiza al resto de la colonia para ayudar en la cocina. Capturan al inspector de sanidad (quien había sido llamado por Skinner para sabotear a Lingüini), lo amarran y amordazan y lo encierran en el refrigerador para que no pueda interferir, mientras los demás ayudan a Remy a preparar la comida. Lingüini, usando sus patines y un uniforme de camarero, atiende rápidamente todas las mesas, mientras que Remy y Colette trabajan elaborando una variación del ratatouille para Ego (pese a que ella dudaba de servir el ratatouille al ser un plato campesino). Él queda pasmado por el plato, tanto es así, que el sabor le evoca recuerdos de su niñez cuando su madre le cocinaba ese mismo plato. Skinner, que había pedido la misma orden que Ego, también queda encantado, pero confundido y enojado, entra a la cocina y cuando ve que está llena de ratas, también es capturado y encerrado en el refrigerador. Inmediatamente Ego pregunta si puede ver al chef. Lingüini y Colette le piden que espere que los demás clientes salgan del restaurante para presentarle a la rata Remy. Al día siguiente, Ego escribe una emotiva reseña, declarando a Remy el «mejor chef de Francia»:
“La vida de un crítico es sencilla en muchos aspectos, arriesgamos poco, y tenemos poder sobre aquellos que ofrecen su trabajo y su servicio a nuestro juicio. Prosperamos con las críticas negativas – divertidas de escribir y de leer- pero la triste verdad que debemos afrontar, es que en el gran orden de las cosas, cualquier basura tiene más significado que lo que deja ver nuestra crítica. Pero, en ocasiones, el crítico sí se arriesga cada vez que descubre y defiende algo nuevo… el mundo suele ser cruel con el nuevo talento, las nuevas creaciones… lo nuevo, necesita amigos. Anoche experimenté algo nuevo, una extraordinaria cena de una fuente singular e inesperada, decir sólo que la comida y su creador han desafiado mis prejuicios sobre la buena cocina subestimaría la realidad. Me han tocado en lo más profundo. En el pasado, jamás oculté mi desdén por el famoso lema del chef Gusteau: "Cualquiera puede cocinar". Pero al fin me doy cuenta de lo que quiso decir en realidad: no cualquiera puede convertirse en un gran artista, pero un gran artista puede provenir de cualquier lado. Es difícil imaginar un origen más humilde que el del genio que ahora cocina en el restaurante Gusteau, y quien, en opinión de este crítico, es nada menos que el mejor chef de Francia. Pronto volveré a Gusteau… hambriento.”
En el desenlace, el restaurante de Gusteau es clausurado luego de que el inspector de sanidad y Skinner fueran liberados del almacén, y acusaran a Lingüini. Ego pierde su trabajo y su credibilidad como crítico culinario por elogiar un restaurante infestado de ratas. Sin embargo, funda un nuevo restaurante con Lingüini y Colette, con áreas exclusivamente para humanos y ratas y una cocina hecha para que Remy continúe cocinando. La película finaliza con una toma fuera del restaurante, mostrando una multitud de personas haciendo fila para entrar y el cartel del nuevo restaurante que muestra a una rata con una cuchara de cocina y un sombrero de chef y con el nombre de «La Ratatouille».
En los créditos de la película no dice la palabra "The End" sino "Fin", esto es un guiño sutil a que la película está ambientada en París, que es en Francia donde hablan francés.

## Personajes

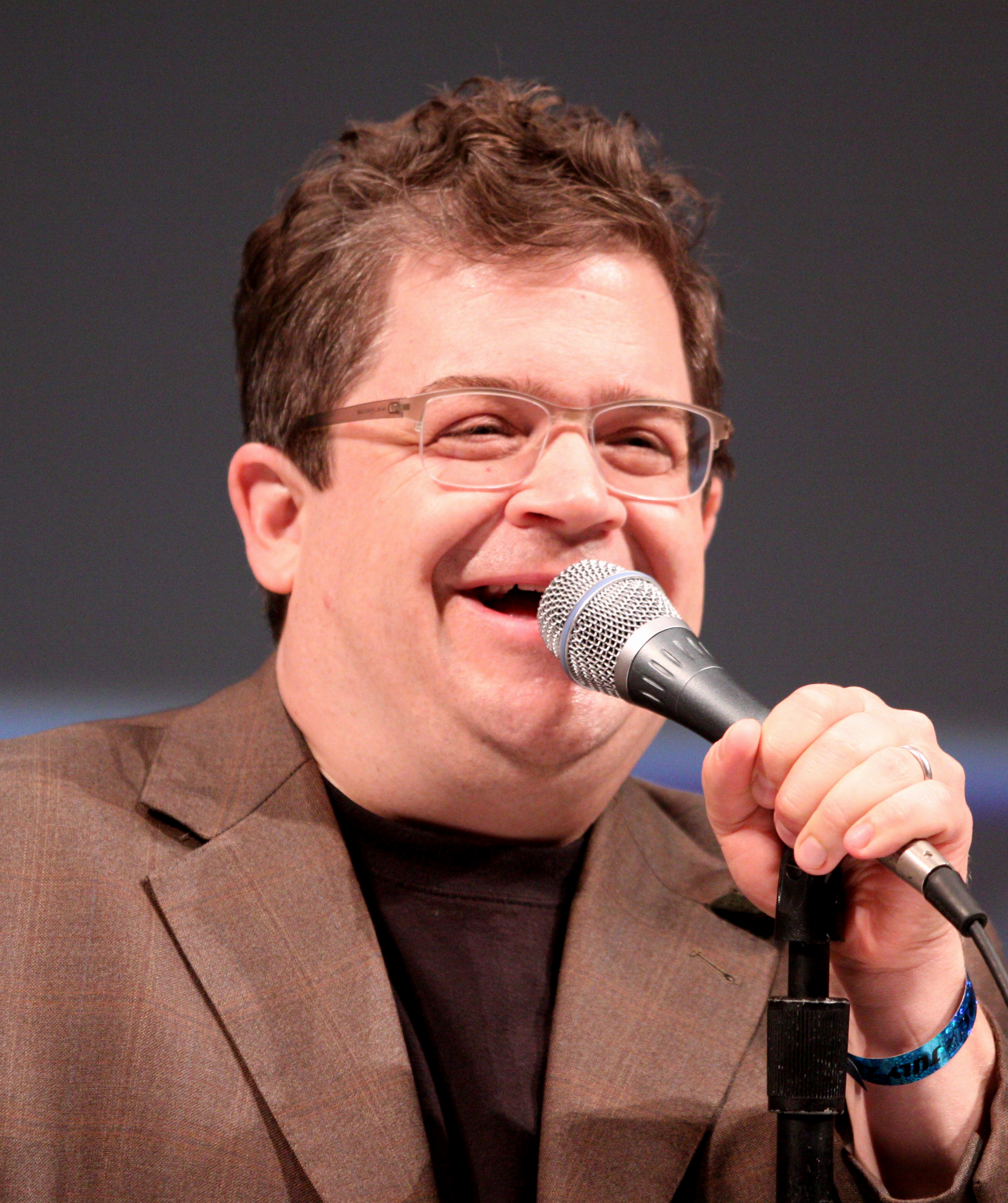
El comediante Patton Oswalt interpretó a Rémy. Con este papel Oswalt debutó en el cine.

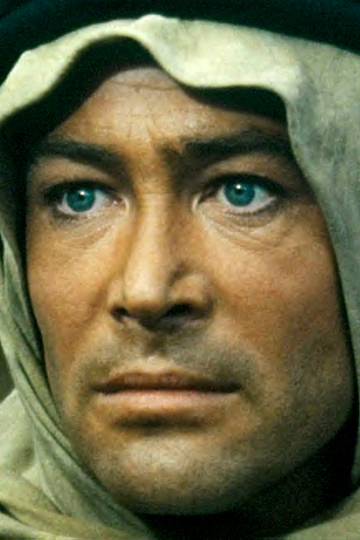
El actor Peter O'Toole interpretó a Anton Ego. Este fue el primer papel de doblaje de O'Toole desde 1990.

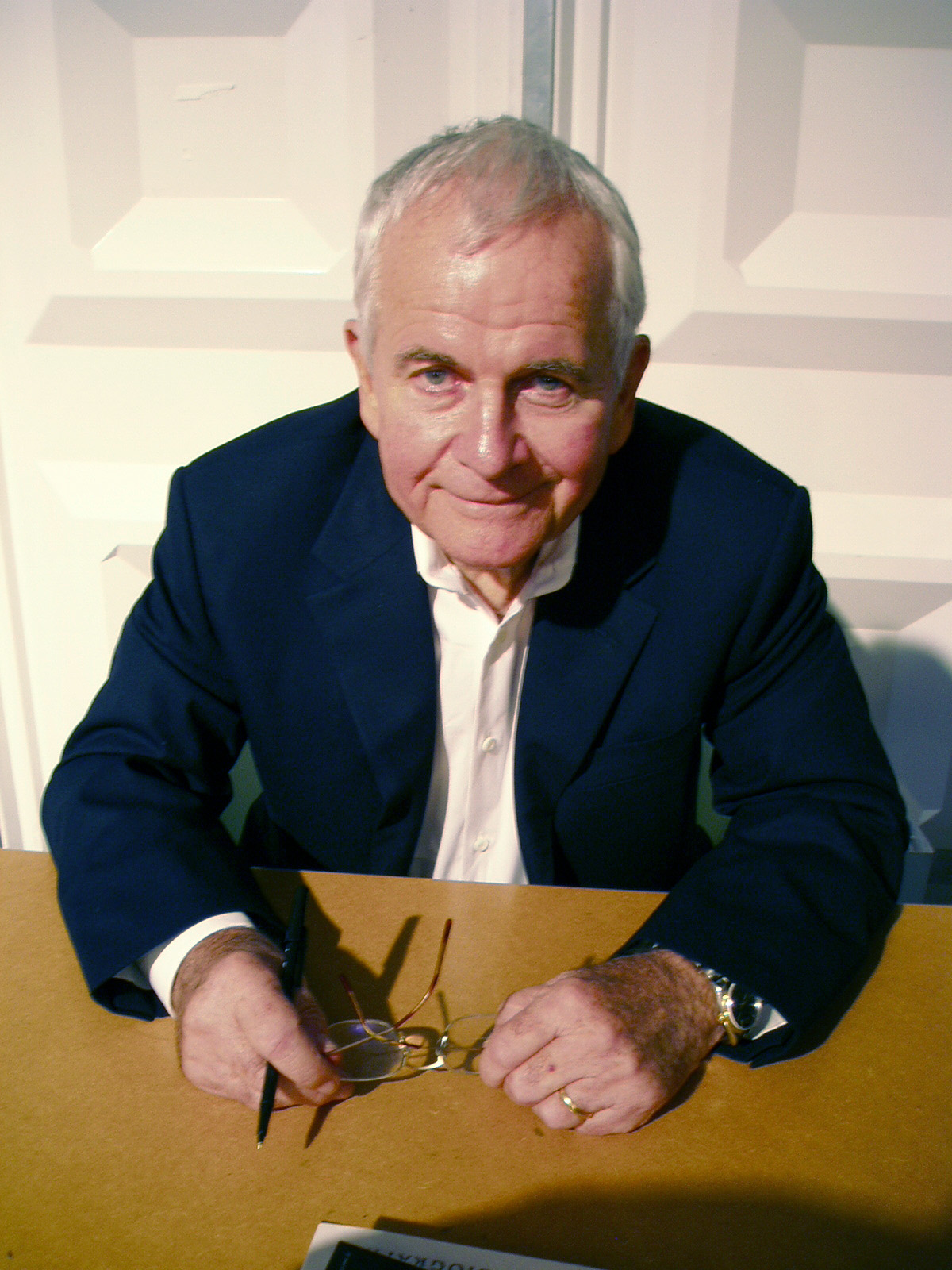
El actor inglés Ian Holm interpretó a Skinner.

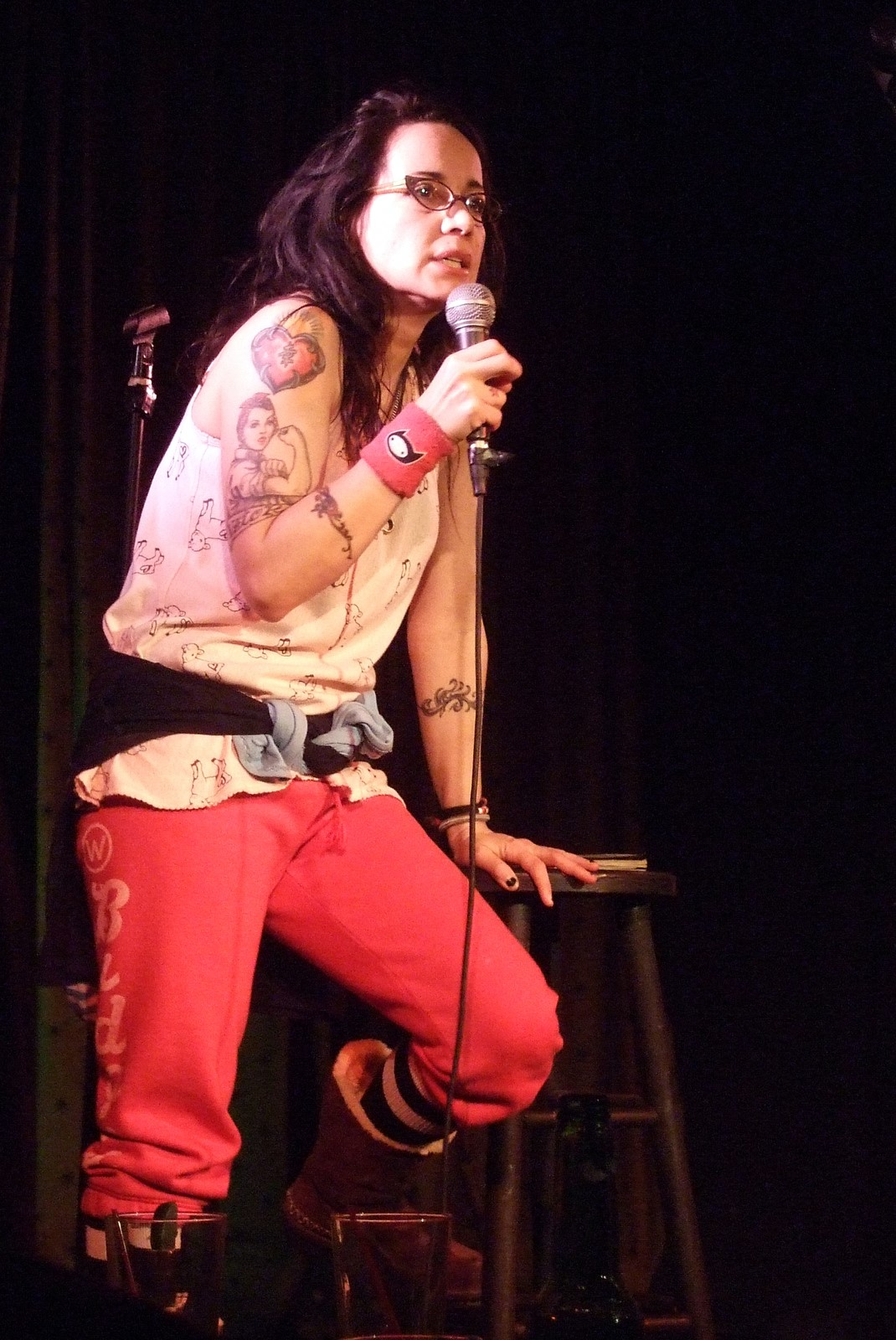
La comediante y activista Janeane Garofalo interpretó a Colette.

### Personajes principales
- Remy (Patton Oswalt): Es una rata audaz e inconformista con los sentidos del gusto de la colonia de ratas en la que convive. Además es capaz de hacer un sinnúmero de platos a la perfección. Es una rata parda.
- Alfredo Lingüini (Lou Romano): Es un joven tímido y torpe que trabaja de conserje en el «Restaurante de Gusteau». Su relación con Remy le ayudará a ganar en confianza y convertirse en un chef de éxito. Es el hijo desconocido de Gusteau. Su habilidad y rapidez le permiten trabajar como camarero a partir de la parte final de la película.

### Personajes secundarios
- Colette Tatou (Janeane Garofalo): Es la cocinera de carne y de pavo. Es la única mujer en la cocina del restaurante, quien se encarga de entrenar y guiar a Lingüini. Tiene una personalidad fuerte y marcada, que contrasta con Lingüini. Luego, se convierte en su novia.
- Skinner (Ian Holm): Es el chef ejecutivo del «Restaurante de Gusteau». Es de baja estatura, de aspecto siniestro y de actitud repelente, ya que maltrata a los demás empleados, en especial a Lingüini. Planea lucrar con el nombre de Gusteau en una línea de comida congelada, pero la aparición de Remy y Lingüini frustra su plan, siendo despedido del restaurante.
- Django (Brian Dennehy): Es el padre de Remy y el líder del clan de las ratas. No simpatiza con los humanos y trata de persuadir a su hijo para que termine su relación con Lingüini. Sin embargo, al ver la actitud y el valor de Remy, decide apoyarlo. Es color gris plomo.
- Emile (Peter Sohn): Es el hermano de Remy, a quien no comprende, pero le respeta y le permite expresarse a gusto. Se lanza a comer cualquier cosa sin saber qué es. Es color marrón.
- Auguste Gusteau (Brad Garrett): Es un reconocido chef, fundador del restaurante homónimo, a la vez que es padre de Alfredo Lingüini e inspiración culinaria de Remy. El chef falleció 2 años antes de los sucesos de la película, tras recibir una mala reseña por parte de Anton Ego, por lo que sólo se lo ve como fantasma, producto de la imaginación de Remy.
- Anton Ego

### Otros personajes
- Larousse (James Remar): Es el cocinero de ensaladas y aperitivos. Ofrecía armas para una fuerza de resistencia secreta.
- Lalo (Julius Callahan): Es el encargado de las salsas. Se sabe que huyó de casa a temprana edad y trabajó en un circo antes de ser cocinero.
- Talon Labarthe (Teddy Newton): Es el abogado de Skinner. Él comprueba que Lingüini es el hijo de Gusteau pero intenta ayudar a su cliente con su propósito.
- Mustafa (John Ratzenberger): Es el camarero principal, de aspecto simplón y actitud tímida.
- Horst (Will Arnett): Es el sub-cocinero jefe (sous-chef), de actitud seria y discreta. Estuvo en prisión y, cuando se le pregunta el motivo, cambia la historia en todo momento.

### Reparto y doblaje
| Personaje                                 | Actor                  | Doblaje (Hispanoamérica) México                    | Doblaje (España)       | Doblaje (en Catalán)   | Doblaje (Argentina)    |
| Personajes principales                    | Personajes principales | Personajes principales                             | Personajes principales | Personajes principales | Personajes principales |
| ----------------------------------------- | ---------------------- | -------------------------------------------------- | ---------------------- | ---------------------- | ---------------------- |
| Remy                                      | Patton Oswalt          | Sergio Bonilla                                     | Guillermo Romero       | Roger Isasi Isasmendi  | Marcelo Serre          |
| Alfredo Linguini                          | Lou Romano             | Víctor Ugarte                                      | Fernando Cabrera       | Claudio Domingo        | Mex Urtizberea         |
| Chef Skinner                              | Ian Holm               | Jorge "El Tata" Arvizu                             | Carlos Ysbert          | Claudi García          | Dany de Álzaga         |
| Personajes secundarios                    |                        |                                                    |                        |                        |                        |
| Django                                    | Brian Dennehy          | Héctor Bonilla                                     | Juan Amador Pulido     | Ricky Coello           | Jorge Nicolini         |
| Emile                                     | Peter Sohn             | Ramón Bazet                                        | Daniel Muriel          | Carlos Lladó           | Eduardo Ferrari        |
| Anton Ego                                 | Peter O'Toole          | Germán Robles                                      | Luis Mas               | Joaquín Díaz           | Roberto Carnaghi       |
| Chef Auguste Gusteau                      | Brad Garrett           | Édgar Vivar                                        | Héctor Cantolla        | Jordi Royo             | Marcos Mundstock       |
| Gusteau de Burritos                       | Brad Garrett           | Édgar Vivar                                        | Héctor Cantolla        | Jordi Royo             | Marcos Mundstock       |
| Gusteau de Salsas y Costillas de Barbacoa | Brad Garrett           | Édgar Vivar                                        | Héctor Cantolla        | Jordi Royo             | Marcos Mundstock       |
| Gusteau de Pollo Frito                    | Brad Garrett           | Édgar Vivar                                        | Héctor Cantolla        | Jordi Royo             | Marcos Mundstock       |
| Gusteau de Bocados Orientales             | Brad Garrett           | Édgar Vivar                                        | Héctor Cantolla        | Jordi Royo             | Marcos Mundstock       |
| Gusteau de Estómago de Carnero Relleno    | Brad Garrett           | Édgar Vivar                                        | Héctor Cantolla        | Jordi Royo             | Marcos Mundstock       |
| Gusteau de Corn Puppies                   | Brad Garrett           | Édgar Vivar                                        | Héctor Cantolla        | Jordi Royo             | Marcos Mundstock       |
| Colette Tatou                             | Janeane Garofalo       | Carolina Guillén (neutro) Edith Serrano (mexicano) | Inés Blázquez          | Geni Rey               | Carla Peterson         |
| Otros personajes                          |                        |                                                    |                        |                        |                        |
| Git                                       | Jake Steinfeld         | Juan Carlos Tinoco                                 | ¿?                     | ¿?                     | Horacio D. Zapata      |
| Ambrister Minion                          | Brad Bird              | Erick Salinas                                      | ¿?                     | ¿?                     | Horacio Yervé          |
| Lalo                                      | Julius Callahan        | Raúl Anaya                                         | ¿?                     | ¿?                     | Leonardo Greco         |
| Larouse                                   | James Remar            | Moisés Palacios                                    | Abraham Aguilar        | Eduard Doncos          | Carlos Kaspar          |
| Talon Labarthe                            | Teddy Newton           | Esteban Silva                                      | ¿?                     | ¿?                     | Gustavo Bonfigli       |
| Mustafa                                   | John Ratzenberger      | Arturo Mercado                                     | Manuel Bellido         | Amadeu Aguado          | Enrique Porcellana     |
| Horst                                     | Will Arnett            | Arturo Casanova                                    | Jesús Carrasco         | Jordi Boixaderas       | Guido D Albo           |

## Producción
Jan Pinkava creó el primer concepto de la película y planeó dirigirla en 2001. Inventó un diseño original de los personajes, los escenarios y la trama central, pero por falta de confianza en el guion, la productora Pixar lo reemplazó por Brad Bird en 2005. Bird se sintió atraído por la película debido a la extravagancia del concepto y al conflicto que debió manejar, en el que las ratas le temían a la cocina y al concepto de lo humano y cómo aun así, una de ellas quería cocinar considerando su talento y la magnificencia de la humildad. También quedó encantado con la idea de que esta podría ser una película de humor físico con el personaje de Lingüini, a quien se le podría proporcionar un toque de diversión sin fin por parte de los animadores. Bird reescribió la historia con un cambio de énfasis: mató a Gusteau, le proporcionó papeles principales a Skinner y Colette y les cambió la apariencia a las ratas, dándoles un toque antropomorfista.
Debido a que Ratatouille fue orientada a ser una película romántica, con el exuberante París como ambientación de la historia, no se asemejaba a los filmes anteriores de Pixar. El director Brad Bird, el productor Brad Lewis y algunos de los animadores pasaron una semana en la «ciudad luz» para comprender correctamente su entorno, haciendo un recorrido en motocicleta. Así durante el día visitaban los viejos alcantarillados y las catacumbas y por la noche cenaban en los mejores restaurantes. Muchas de las secuencias de la película que incluían agua, como la de las alcantarillas, fueron mucho más complejas de hacer que la escena de la ballena azul en Buscando a Nemo. Otra escena difícil fue cuando Lingüini arroja por accidente a Remy al río Sena y se sumerge para rescatarlo. Para esto, un empleado de Pixar, el coordinador del departamento de pintura Kesten Migdal, se metió en una piscina con un traje de chef y un delantal para localizar las partes del traje que se pegaban a su cuerpo y se volvían transparentes por la absorción del agua.

### Diseño de la comida

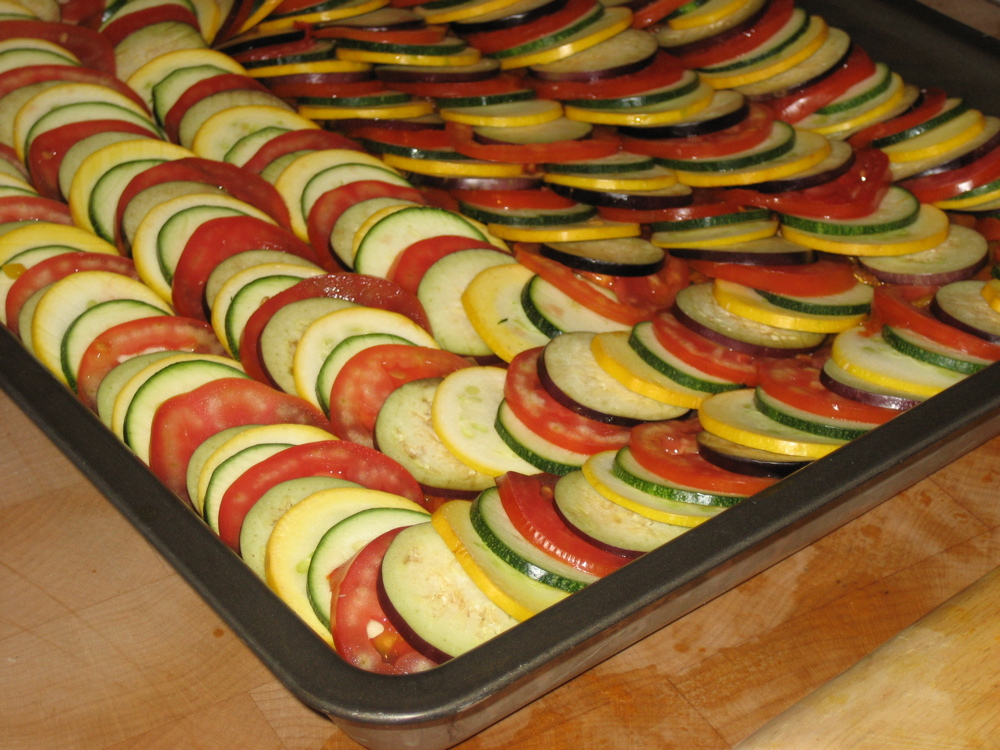
El confit byaldi tal y como lo prepara Remy en la película.

Un desafío para los cineastas fue la creación de animaciones generadas por computadora de alimentos con un aspecto delicioso. Los chefs gourmet en Estados Unidos y Francia fueron consultados y los animadores asistieron a clases de cocina en diferentes escuelas de San Francisco, California, para comprender el funcionamiento de una cocina comercial. El administrador de sets y diseño, Michael Warch, un chef que tuvo una formación culinaria antes de trabajar con Pixar, ayudó a los animadores en este aspecto. También preparó platos utilizando la tecnología de arte, sombra/pintura y efectos en el departamento de modelado de sets. El reconocido chef Thomas Keller le permitió al productor Brad Lewis internarse en su cocina en el restaurante French Laundry. Para el clímax de la película, Keller elaboró un fantástico diseño del plato principal que prepara la rata Remy, el «confit byaldi», llamado así en honor al plato original turco. La misma técnica de dispersión de luz sub-superficial que fue utilizada sobre la piel en Los increíbles también fue aplicada sobre las frutas y vegetales, mientras que nuevos programas le dieron un toque de textura orgánica y movimiento a los alimentos. Para un mayor realismo expresivo, Brad Bird y todo su equipo técnico vieron un gran número de películas clásicas francesas con las que poder animar a los personajes lo «más franceses posible», sobre todo para los movimientos de la boca al hablar. Tras ver tantas películas, grandes actores franceses como Brigitte Bardot, Serge Gainsbourg e incluso Charles de Gaulle sirvieron como inspiración para la creación de los personajes. Para completar la ilusión, la música, el diálogo y el arte abstracto representaban las sensaciones mentales de los personajes cuando apreciaban la comida. El sabor de estas «metáforas visuales» fue diseñado por el animador Michel Gagné inspirado en la obra de Oskar Fischinger y Norman McLaren. Para crear una pila de abono orgánico realista, el departamento de arte fotografió quince clases distintas de productos en descomposición, como manzanas, moras, bananas, setas, naranjas, brócolis y lechugas. La furgoneta de Pizza Planet de Toy Story aparece durante unos segundos entre el tránsito del puente (en el fondo) cuando Rémy tiene los papeles. Bomb Voyage (el enemigo al principio de otra película de Pixar, Los increíbles) aparece como mimo cuando Lingüini y Colette patinan por París.

### Música
Brad Bird volvió a unirse con Michael Giacchino para musicalizar Ratatouille, tras el éxito que obtuvieron juntos en Los increíbles. Giacchino compuso dos temas para Remy, uno acerca de su origen de ladrón y otro acerca de sus sueños y esperanzas. Además de esto, Giacchino escribió la canción «Le Festín», acerca de Remy y su deseo de convertirse en chef. Ésta fue interpretada por la cantante Camille, a quien Giacchino escuchó y le pareció perfecta para la banda sonora. Como resultado, la canción se oyó en francés en todas las versiones de la película. La música de Ratatouille le dio a Giacchino su primera nominación al Óscar por mejor banda sonora, así como su primer premio Grammy en la misma categoría.

## Recepción

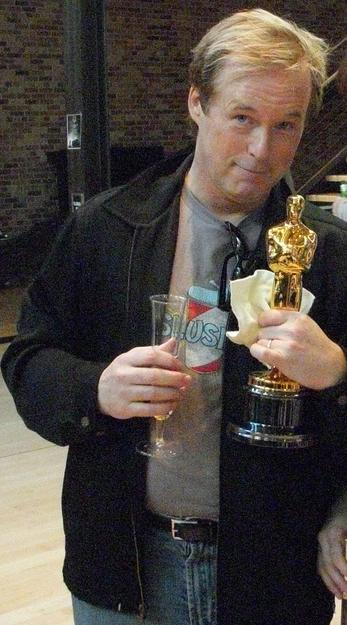
Brad Bird con su segundo premio Óscar a la mejor película de animación.

### Taquilla
En su semana de estreno en Estados Unidos, Ratatouille se presentó en 3.940 cines y debutó en el primer puesto con 47 millones de dólares, la película con menos ingresos de Pixar desde A Bug's Life. Sin embargo, en Francia, donde Ratatouille está ambientada, el filme rompió el récord en ser el debut más grande para una película animada. En Reino Unido, la película debutó en el primer puesto con 4 millones de libras esterlinas. La película obtuvo 206.445.654 de dólares en Estados Unidos y Canadá y un total de 623.722.818 de dólares en todo el mundo, convirtiéndola en la decimoprimera película más taquillera de Disney Pixar hasta la fecha, por detrás de Los Increíbles, Up, Monsters University, Coco, Inside Out, Buscando a Nemo, Buscando a Dory, Toy Story 3, Toy Story 4 y Los Increíbles 2 respectivamente.

### Respuesta crítica
Ratatouille recibió elogios universales, siendo considerada una de las mejores películas del estudio. En el sitio web especializado Rotten Tomatoes, la película tiene una calificación del 96% de un total de 253 reseñas, obteniendo un puntaje promedio de 8.5 sobre 10, con un consenso general que dice: «Pixar tuvo éxito otra vez con Ratatouille, una asombrosa película animada con un ritmo rápido, personajes memorables y un buen humor de principio a fin». En Metacritic, la película tiene una calificación de 96 sobre 100 basada en 37 reseñas, indicando «aclamación universal». En junio de 2009 fue la séptima película mejor calificada en el sitio.
Ratatouille fue nominada para cinco premios Óscar, incluyendo a la mejor película de animación, el cual ganó. En el momento, la película mantuvo el récord para el mayor número de nominaciones de los Óscar para una película animada por computadora, rompiendo los anteriores récords mantenidos por Monsters, Inc., Buscando a Nemo y Los Increíbles, con cuatro nominaciones, pero empató con Aladdín para cualquier película animada. En 2008, WALL·E superó ese récord con seis nominaciones. Ratatouille está empatada con Up y Toy Story 3 para una película animada con el segundo número mayor de nominaciones en los Óscar. La bella y la bestia sigue manteniendo el récord para el mayor número de nominaciones de la academia para una película animada tradicional a mano.
A. O. Scott, de The New York Times, llamó a Ratatouille «una pieza casi impecable de arte popular, así como una de las representaciones más persuasivas que un artista haya convertido en película». Mostrando acuerdo con el personaje Anton Ego en la película, finalizó su reseña con un simple "gracias" a los creadores de la película. Richard Roeper entregó a la película una reseña muy positiva, diciendo que es una «película muy interesante, y trabaja en un nivel muy diferente». Roger Ebert, del Chicago Sun-Times (entregando a la película cuatro estrellas), y Jeffrey Lyons de Reel Talk dijeron en sus reseñas que amaron tanto la película que esperaban una secuela. La reacción a la película en Francia fue extremadamente positiva. Thomas Sotinel, crítico cinematográfico del periódico Le Monde, elogió Ratatouille como «una de las más grandes películas gastronómicas en toda la historia del cine». Muchas reseñas notaron que la crítica de Anton Ego al final de la película sería tomada, y al menos en uno de los casos fue tomada, por ejemplo por Roger Moore, quien entregó a la película tres estrellas sobre cinco, como «una bofetada en la muñeca» para los críticos profesionales.

### Lista de las mejores películas de 2007
La película apareció en varias listas de las 10 mejores películas de 2007 de varios críticos.
| - 1.ª — Michael Sragow, The Baltimore Sun - 1.ª — mejor animación, Rotten Tomatoes - 1.ª — mejor película, usuarios en Rotten Tomatoes - 1.ª — Gene Seymour, Newsday - 1.ª — Mike McStay, Socius.or.kr - 2.ª — A.O. Scott, The New York Times - 2.ª — Carina Chocano, Los Angeles Times - 2.ª — Joe Morgenstern, The Wall Street Journal - 3.ª — Jack Mathews, New York Daily News - 3.ª — Lawrence Toppman, The Charlotte Observer - 3.ª — Noel Murray, The A.V. Club - 3.ª — Peter Hartlaub, San Francisco Chronicle - 4.ª — Empire - 4.ª — Kirk Honeycutt, The Hollywood Reporter - 4.ª — Liam Lacey y Rick Groen, The Globe and Mail - 4.ª — Michael Phillips, Chicago Tribune - 5.ª — Ella Taylor, LA Weekly | - 5.ª — Lou Lumenick, New York Post - 5.ª — Nathan Rabin, The A.V. Club - 5.ª — Scott Foundas, LA Weekly - 6.ª — Jonathan Rosenbaum, Chicago Reader (empatada con otras 11 películas) - 6.ª — Kyle Smith, New York Post - 6.ª — Michael Rechtshaffen, The Hollywood Reporter - 6.ª — Shawn Levy, The Oregonian - 6.ª — Stephanie Zacharek, Salon - 6.ª — Ty Burr, The Boston Globe - 8.ª — Glenn Kenny, Premiere - 9va — Dana Stevens, Slate - 9va — David Edelstein, New York magazine (empatada con Persépolis) - 10.ª — Kenneth Turan, Los Angeles Times - 10.ª — Wesley Morris, The Boston Globe |

## Premios y nominaciones

### Premios Óscar
| Año  | Categoría                              | Candidato                            | Resultado |
| ---- | -------------------------------------- | ------------------------------------ | --------- |
| 2007 | Óscar a la Mejor película de animación | Brad Bird                            | Ganador   |
| 2007 | Óscar al Mejor guion original          | Jan Pinkava Jim Capobianco Brad Bird | Nominados |
| 2007 | Óscar a la Mejor banda sonora          | Michael Giacchino                    | Candidato |
| 2007 | Óscar a la Mejor edición de sonido     | Randy Thom Michael Silvers           | Nominados |
| 2007 | Óscar al Mejor sonido                  | Randy Thom Michael Semanick Doc Kane | Nominados |

### Globos de Oro
| Año  | Categoría                                | Candidato             | Resultado |
| ---- | ---------------------------------------- | --------------------- | --------- |
| 2008 | Globo de Oro a la mejor película animada | Brad Bird Jan Pinkava | Ganadora  |

### Premios BAFTA
| Año  | Categoría                              | Candidato             | Resultado |
| ---- | -------------------------------------- | --------------------- | --------- |
| 2007 | BAFTA a la mejor película de animación | Brad Bird Jan Pinkava | Ganadora  |

### Premios Annie[38]
| Año  | Categoría                                    | Candidato         | Resultado |
| ---- | -------------------------------------------- | ----------------- | --------- |
| 2008 | Mejor película de animación                  | Brad Bird         | Ganador   |
| 2008 | Dirección en largometraje animado            | Brad Bird         | Ganador   |
| 2008 | Diseño de producción en largometraje animado | Harley Jessup     | Ganador   |
| 2008 | Música en largometraje animado               | Michael Giacchino | Ganador   |
| 2008 | Storyboard en largometraje animado           | Ted Mathot        | Ganador   |
| 2008 | Actuación de voz en largometraje animado     | Ian Holm          | Ganador   |